# برج طاقة (تيار هوائي هابط)
برج طاقة قائم على تيار هوائي هابط هو جهاز أو منظومة تستخدم في توليد الطاقة الكهربية. تعود براءة الاختراع لـ د. فيليب كارلسون ، وتم تطويرها على يد البروفيسور دان زاسلافسكي ود. رامي جويتا من جامعة تخنيون.
تعتمد أبراج الطاقة على رش الماء على الهواء الساخن في أعلى البرج فيبرد وتزداد كثافته ويتحرك لأسفل، يتم الاستفادة من حركة الهواء لأسفل بإدارته لتوربينة في أسفل البرج.

## المبدأ
يبلغ طول برج الطاقة (برج طاقة بالتيار الهوائي الهابط نسبة إلى تيار الهواء الهابط خلال البرج) نحو 1000 متر وعرضه 400 متر، وشكله عبارة عن اسطوانة مفرغة نظام لرش الماء في الأعلى. تعمل مضخات على رفع الماء إلى أعلى البرج ثم يتم رشّه داخل البرج. تبخر رذاذ الماء يعمل على تبريد الهواء الساخن الجاف في أعلى البرج. الهواء البارد الناتج من العملية السابقة أصبح ذا كثافة أكبر من الهواء الدافئ الخارجي، وبالتالي يتحرك هذا الهواء البارد داخل الاسطوانة نحو الأسفل حتى يقابل توربينة في الأسفل ويدورها. تتصل التوربينة بمولد كهربي يعمل على توليد طاقة كهربية.
كلما زاد فرق درجات الحرارة بين الهواء والماء، كلما زادت كفاءة الطاقة، وبالتالي فإن أبراج الطاقة القائمة على تيار الهواء الهابط تعمل بصورة أفضل في الطقس الحار الجاف. تتطلب أبراج الطاقة كميات كبيرة من الماء. يمكن استخدام المياه المالحة في هذه الأبراج، لكن يتطلب الأمر عناية أكبر لمنع حدوث تآكل، لذا يفضل الاتجاه لتحلية المياه لحل هذه المشكلة.
تعتبر الطاقة المستخرجة من الهواء جوهريًا طاقة مستمدة من الشمس، لذا يمكن اعتبار هذه الطاقة صورة من صور الطاقة الشمسية. يستمر إنتاج الطاقة في الليل، حيث يحتفظ الهواء بجزء من حرارة النهار بعد حلول الظلام. يتأثر توليد الطاقة بأبراج الطاقة بالطقس، حيث تقل الطاقة المتولدة بزيادة الرطوبة أو بانخفاض درجة الحرارة.
يوجد أيضًا أبراج طاقة تعتمد على حرارة الشمس في تسخين هواء (تيار هوائي مرتفع) في حاويات زجاجية في مستوى الأرض وتوجيه الهواء الساخن ليتحرك في برج ويقابل توربينات أيضًا يعمل على إدارتهم. هذه الأبراج لا تستعمل مضخات لرفع الماء، مما يزيد من كفائتها، لكنها تحتاج مساحة أرضية كبيرة للمجمعات. يجب مقارنة تكلفة امتلاك المساحات الأرضية وبنية المُجمِّعات في هذه الأبراج الشمسية ذات التيار الهوائي المرتفع بتكلفة بنية المضخات في الأبراج ذات التيار الهوائي المنخفض.

## التكلفة/الكفاءة
حاول زاسلافسكي وآخرون تقدير التكاليف اعتمادًا على تكاليف الموقع والتمويل، قُدِّرت بـ1-4 سنتات لكل كيلو.وات.ساعة، أقل بكثير من مصادر الطاقة البديلة باستثناء الطاقة المائية. ضخ الماء يتطلب نحو 50% من خرج التوربينة. ادعى زاسلافسكي أن برج الطاقة يمكن أن يحقق حتى 70-80%  من حد كارنو. في حالة تبين أن كفاءة التحويل منخفضة كثيرًا، سيكون لذلك تأثيرًا عكسيًا على تقديرات تكفلة إنتاج الطاقة.
تعتمد توقعات ألتمان  وتشيش  عن كفاءة التحويل وتكلفة الطاقة (سنت/كيلو.وات.ساعة) فقط على حسابات وفق النماذج ، لم تجمع أية بيانات على وحدة تجريبية تعمل.
أظهرت القياسات الحقيقية على برج طاقة شمسي ذي تيار صاعد بقدرة 50 كيلو وات في مانزاناريس أن معدل كفاءة التحويل بلغت 0.53%، ويؤمن إس بي بي أنه يمكن زيادة الكفاءة إلى 1.3% في وحدة 100 ميجا وات كبيرة ومحسنّة. تعادل هذه نحو 10% من الحد النظري لدورة كارنو. من المنطقي أن نتوقع كفاءة تحويل منخفضة كهذا لبرج الطاقة ذي التيار الهوائي الهابط من منطلق أن كلا البرجين (صاعد وهابط) لهما نفس مبدأ العمل الأساسي.

## مشاكل مرتقبة
- من الممكن أن ترتفع معدلات التآكل بصورة كبيرة في ظل هواء رطب ومالح. سيؤثر ذلك على البرج والتوربينات.
- تتطلب هذه التكنولوجيا طقس حار وجاف. مناطق ذات طقس مثل هذا تتضمن غرب أفريقيا وأستراليا الغربية وشمال تشيلي وناميبيا والبحر الأحمر والخليج العربي وخليج كاليفورنيا. معظم هذه المناطق معزولة وذات تعداد سكاني منخفض، كما أنها قد تتطلب أن تنقل الطاقة عبر مسافات طويلة إلى حيث سيتم استخدامها. كبديل، يمكن توفر هذه المحطات الطاقة لاستخدامات صناعية مجاورة مثل تحلية مياه وإنتاج الألومنيوم عبر عملية هال-هرولت وإنتاج هيدروجين لإنتاج الأمونيا.
- قد تسبب الرطوبة الناتجة عن المحطة مشاكل لمجتمعات القريبة. تضيف محطة بقطر 400م وتنتج هواء بسرعة 22 م/ث حوالي 15 جرام من الماء لكل كجم من الهواء الداخل في العملية. يساوي ذلك 41 طنًا من الماء في الثانية. بمفهوم الهواء الرطب، يمثل ذلك 10 كيلومتر مكعب من الهواء الرطب جدًا كل ساعة. وبناءً عليه، يمكن أن يتأثر من يتواجد على بعد 100 كيلومترًا بصورة كريهة.